# Bartolomeo Rusca

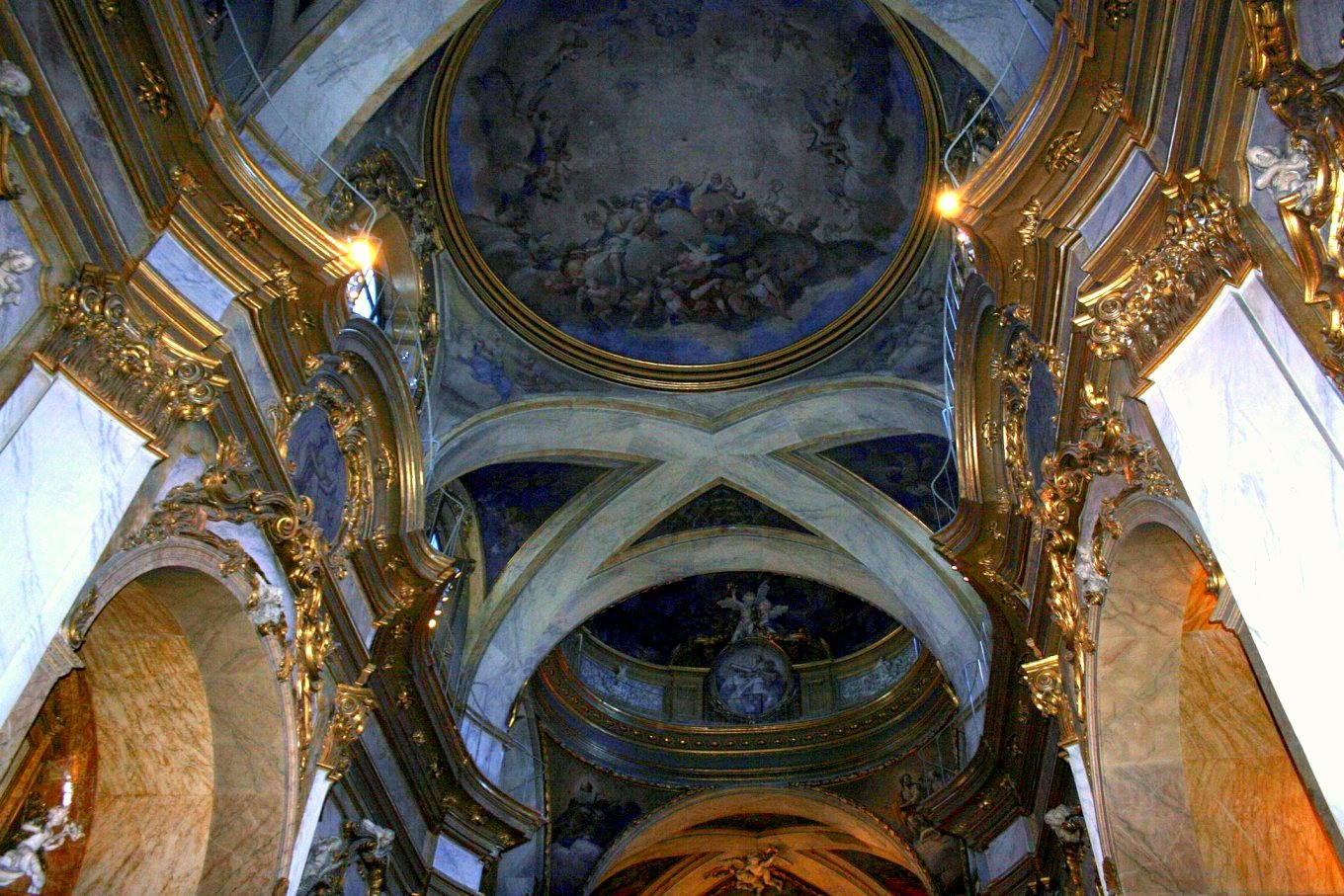
Bóveda de la iglesia de santos Justo y Pastor de Madrid, actual Basílica Pontificia de San Miguel, con la apoteosis de los santos Justo y Pastor, pinturas al fresco de Bartolomé Rusca, 1745.

Bartolomeo Rusca, llamado en España Bartolomé Rusca (Arosio, Alto Malcantone, 1680–La Granja de San Ildefonso, 1750), fue un pintor tardobarroco suizo.
Nacido en el cantón del Tesino, en la Suiza de habla italiana, fue pintor especializado en la decoración al fresco. La primera obra que se le documenta es la pintura de la bóveda de la capilla del Rosario en la iglesia parroquial de Arosio, fechada en 1709. Activo en distintas localidades del cantón del Tesino y en la región de Piacenza, decoró al fresco edificios civiles (palacio Riva de Lugano) y religiosos (parroquial y osario de Gentilino), hasta que en 1734, a la muerte de Andrea Procaccini, fue llamado a España para trabajar en el palacio de La Granja por Isabel de Farnesio y su consejero artístico, el marqués de Scotti, para quien Rusca había trabajado ya en su palacio de Castelbosco en Piacenza, donde se conserva la pintura al fresco de una de sus salas.
Las primeras obras aquí realizadas (bóvedas de los gabinetes de la planta baja) fueron destruidas poco tiempo después al construirse la fachada nueva del jardín. En una posterior fase decorativa pintó los medallones centrales de las salas de este lado del palacio con motivos mitológicos, encargándose Santiago Bonavía de las arquitecturas fingidas. Tras pasar por Aranjuez, donde en 1737 se encontraba ocupado en algunas labores decorativas realizadas en el palacio, en 1745 pintó en Madrid un tramo de la bóveda de la iglesia de los Santos Justo y Pastor, actual Basílica Pontificia de San Miguel, con la apoteosis de los santos niños mártires alcalaínos. Muerto Felipe V en 1746, Rusca, fiel a su protectora, siguió a Isabel de Farnesio a su destierro en La Granja, integrado en la nómina de sus servidores y continuando el trabajo decorativo en el palacio hasta su muerte, el 14 de julio de 1750.